# Lac Dian
Cette page contient des caractères spéciaux ou non latins. S’ils s’affichent mal (▯, ?, etc.), consultez la page d’aide Unicode.
Pour les articles homonymes, voir Dian et Kunming (homonymie).
Le lac Dian (ou Dian Chi ; chinois traditionnel : 滇池 ; pinyin : dīanchí ; litt. « étang du Yunnan »), appelé aussi parfois lac de Kunming, est un vaste lac situé au sud de la ville-préfecture de Kunming, capitale de la province chinoise du Yunnan.

## Géographie
Ce lac tout en longueur s'étend sur 40 km, pour une superficie d'environ 300 km2. Il a servi de modèle au lac de Kunming du Palais d'été de Pékin.

## Faune
Ce lac abrite 25 espèces et sous-espèces de poissons indigènes connues dont 10 sont endémiques : Acheilognathus elongatus, Anabarilius alburnops, Anabarilius polylepis, Cyprinus micristius micristius, Liobagrus kingi, Pseudobagrus medianalis, Silurus mento, Sinocyclocheilus grahami, Sphaerophysa dianchiensis et Xenocypris yunnanensis.
De nombreuses espèces de poissons ont été introduites dans le lac et menacent l'équilibre de l'écosystème.

## Protection des eaux
Le lac Dianchi est depuis plus de 40 ans sujet à des problèmes d'eutrophisation.
Comme il représente une très grande réserve d'eau, des moyens de luttes très importants sont mis en oeuvre depuis la fin des années 1980.
Les moyens de lutte contre les sources de pollutions ponctuelles sont très ambitieux :
- Épuration des eaux usées de la ville riveraine de Kunming, dont les infrastructures n'avaient pas accompagnée la croissance très rapide de la population (passant de 4 millions à 8 millions entre 2010 et 2020).
- Relocalisation des industries agroalimentaires : 5,2 millions de volailles déplacées, interdiction de l’aquaculture.
- Interdiction de l'installation de toute nouvelle implantation des industries les plus polluantes.
- Un contrôle accru sur les mines de phosphates, très abondantes dans la région[2].

L'état s'est aussi attaqué aux sources de pollution diffuses : restriction d'utilisation des engrais, interdiction des cultures florales et maraîchères sur un large périmètre et en ville.
Mais les modes d'intervention les plus spectaculaires sont le détournement de rivières pour augmenter les apports d'eau saine, et surtout le dragage : plus de 11 millions de m3 de sédiments ont été retirés du lac.